# All-Star Game LNB 2018
Le All-Star Game LNB 2018 est la 33e édition du All-Star Game LNB. Il se déroule le 29 décembre 2018 à l'AccorHotels Arena de Paris. L’équipe des All-Stars français bat l’équipe des All-Stars étrangers 153-147. Lahaou Konaté est le meilleur marqueur de la rencontre (33 points) et est élu MVP. L'événement est diffusé sur RMC Sport 2.
Chaque équipe joue pour une association, les Français pour la Fondation CAP NF et les étrangers pour PLAY International ; chacune d'elles reçoit une chèque de 5 000 euros qui est doublé pour l'équipe qui remporte le match.

## Programme
- 19h : Début du All-Star Game
- 19h05 : SFR Skills Challenge
- 19h30 : Peak 3 points Shoot-out
- 19h40 : Présentation des équipes All Stars
- 20h15 : Coup d'envoi du match All Star
- Entre le 1er et le 2e quart-Temps : Peak 3 points Shoot-out (Finale)
- Mi-Temps : Jeep Dunk Contest
- Entre le 3e et le 4e Quart-Temps : Amazon Shoot à 100 000 €
- Fin du match : Remise des Trophées

## Joueurs
Du 12 au 28 novembre 2018, le public vote sur le site officiel pour son « All Star Français » et son « All Star Étranger » préféré parmi tous les joueurs de Jeep ÉLITE ayant un temps de jeu moyen minimum de 15 minutes depuis le début de la saison 2018-2019. Le jeudi 29 novembre 2018, les participants au All-Star Game et aux différents concours sont dévoilés. Les internautes ont élu Benoît Mangin (français) et Justin Robinson (étranger). Le cinq majeur est désigné par la rédaction basket de RMC Sport et les remplaçants par un jury d’experts (composé de représentants de la presse spécialisée et des instances du basket français).

### All-Stars français
| Position    | Joueur          | Équipe      |
| ----------- | --------------- | ----------- |
| Meneur      | Yakuba Ouattara | Monaco      |
| Arrière     | Paul Lacombe    | Monaco      |
| Ailier      | Lahaou Konaté   | Nanterre 92 |
| Ailier fort | Amine Noua      | LDLC ASVEL  |
| Pivot       | Youssoupha Fall | Strasbourg  |

| Position | Joueur          | Équipe               |
| -------- | --------------- | -------------------- |
| Meneur   | Théo Maledon    | LDLC ASVEL           |
| Pivot    | Nicolas De Jong | Boulazac             |
| Ailier   | Jeremy Leloup ¹ | JDA Dijon            |
| Meneur   | Antoine Eito    | Le Mans              |
| Pivot    | Alain Koffi     | Gravelines-Dunkerque |
| Pivot    | Ali Traoré      | Strasbourg           |
| Meneur   | Benoît Mangin   | Le Portel            |

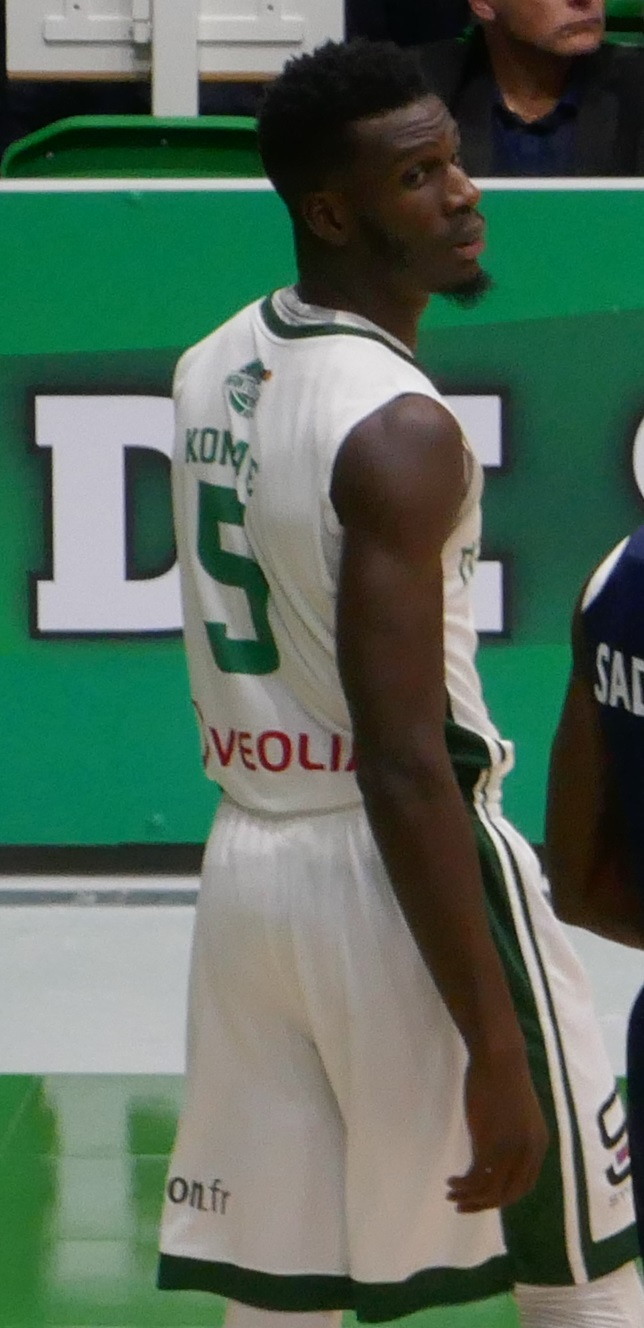
Lahaou Konaté

¹ Charles Kahudi déclare forfait pour le All-Star Game à cause d'une blessure et est remplacé par Jeremy Leloup ; Yakuba Ouattara prend la place de Charles Kahudi dans le cinq de départ.

### All-Stars étrangers
| Position    | Joueur          | Équipe                  |
| ----------- | --------------- | ----------------------- |
| Meneur      | Justin Robinson | Chalon-sur-Saône        |
| Arrière     | David Lighty    | LDLC ASVEL              |
| Ailier      | Julian Wright   | Levallois Metropolitans |
| Ailier fort | Devin Ebanks    | Châlons Reims           |
| Pivot       | Youssou Ndoye   | Bourg-en-Bresse         |

| Position | Joueur          | Équipe                  |
| -------- | --------------- | ----------------------- |
| Arrière  | Donta Smith     | Pau-Lacq-Orthez         |
| Arrière  | Karvel Anderson | Gravelines-Dunkerque    |
| Meneur   | David Holston   | JDA Dijon               |
| Pivot    | Vitalis Chikoko | Pau-Lacq-Orthez         |
| Meneur   | Roko Ukić       | Levallois Metropolitans |
| Ailier   | Mardy Collins   | Strasbourg              |
| Pivot    | Mouphtaou Yarou | Levallois Metropolitans |

### Entraîneurs
Zvezdan Mitrović (LDLC ASVEL), assisté de Laurent Pluvy (Roanne), dirigent l’équipe des All-Stars français. Laurent Legname (JDA Dijon), assisté de Germain Castano (Orléans), dirigent l’équipe des All-Stars étrangers.
| 29 décembre 2018 20h20 | Rapport | Français                                              | 153-147                  | Étrangers                                              |  | AccorHotels Arena, Paris Affluence : 15 988 Arbitres : Hugues Thepenier Pau Antiphon Maxime Boubert | RMC Sport 2 |
| 29 décembre 2018 20h20 | Rapport | Score par quart-temps : 41-38, 47-45, 35-34, 30-30    |                          |                                                        |  | AccorHotels Arena, Paris Affluence : 15 988 Arbitres : Hugues Thepenier Pau Antiphon Maxime Boubert | RMC Sport 2 |
| 29 décembre 2018 20h20 | Rapport | Score par mi-temps : 88-83, 65-64                     |                          |                                                        |  | AccorHotels Arena, Paris Affluence : 15 988 Arbitres : Hugues Thepenier Pau Antiphon Maxime Boubert | RMC Sport 2 |
| 29 décembre 2018 20h20 | Rapport | Lahaou Konaté, 33 Youssoupha Fall, 9 Paul Lacombe, 12 | Points Rebonds Passes d. | Mouphtaou Yarou, 22 Donta Smith, 8 Justin Robinson, 14 |  | AccorHotels Arena, Paris Affluence : 15 988 Arbitres : Hugues Thepenier Pau Antiphon Maxime Boubert | RMC Sport 2 |

## Concours

### Concours des meneurs
- Notes : 
  - Demi-finales :

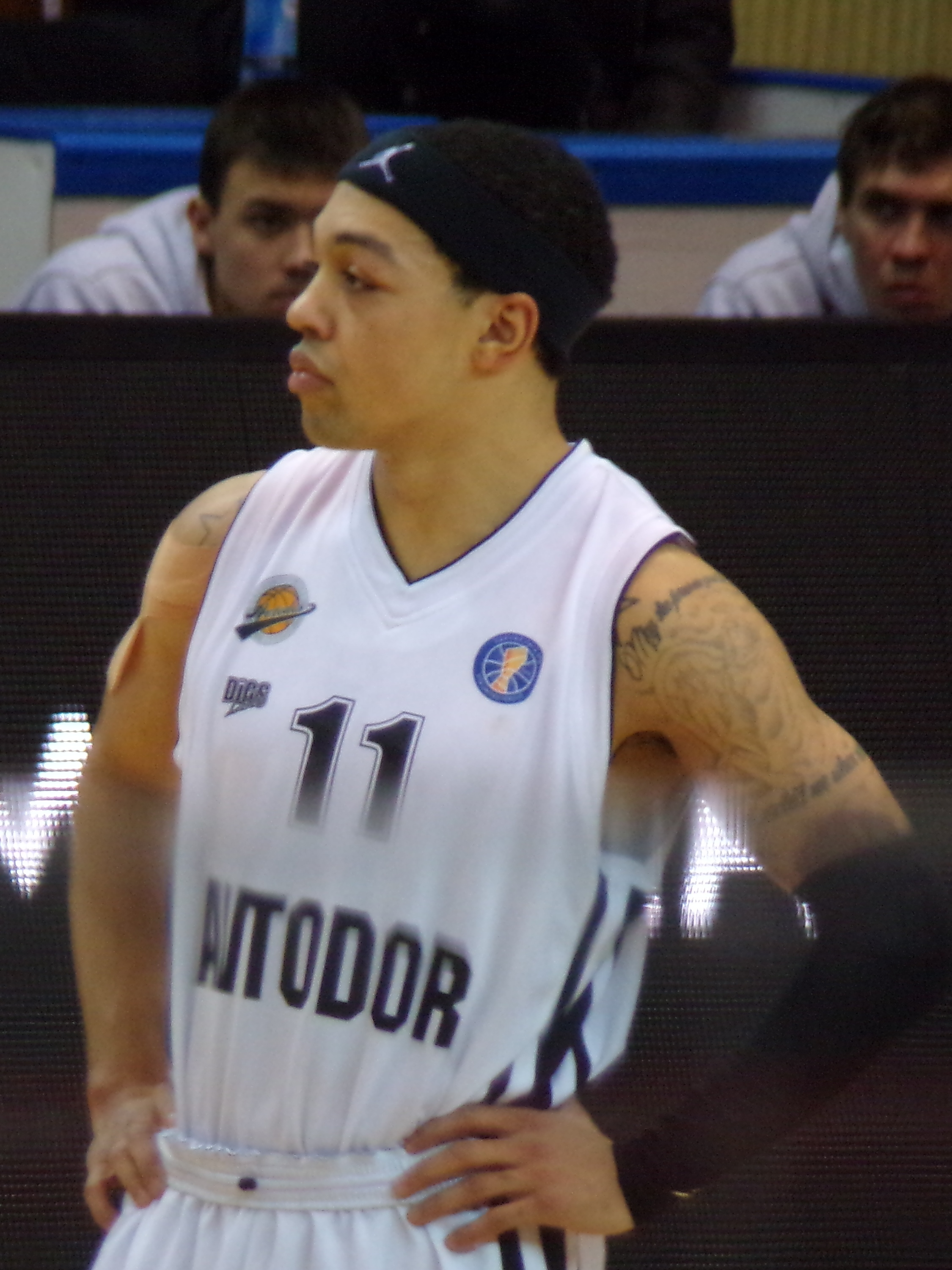
Justin Robinson

    - Justin Robinson (Chalon-sur-Saône) - Théo Maledon (LDLC ASVEL) : 2-0
    - Roko Ukić (Levallois Metropolitans) - Killian Hayes (Cholet) : 2-0

  - Finale : Justin Robinson (Chalon-sur-Saône) - Roko Ukić (Levallois Metropolitans) : 2-0[8]

| Pos.    | Joueur          | Équipe                  | taille | Premier tour | Finale |
| ------- | --------------- | ----------------------- | ------ | ------------ | ------ |
| Meneur  | Justin Robinson | Chalon-sur-Saône        | 1,74 m | 2            | 2      |
| Meneur  | Roko Ukić ¹     | Levallois Metropolitans | 1,96 m | 2            | 0      |
| Arrière | Killian Hayes   | Cholet                  | 1,96 m | 0            |        |
| Meneur  | Théo Maledon    | LDLC ASVEL              | 1,92 m | 0            |        |

¹ Benjamin Sene, triple tenant du titre, déclare forfait pour le concours des meneurs à cause d'une blessure et est remplacé par Roko Ukić.

### Concours de tirs à 3 points
| Pos.    | Joueur           | Équipe               | taille | Premier tour | Finale |
| ------- | ---------------- | -------------------- | ------ | ------------ | ------ |
| Arrière | Bastien Pinault  | Châlon-sur-Saône     | 1,95 m | 21 (6)       | 17 (5) |
| Arrière | Jarell Eddie     | Strasbourg           | 2,01 m | 23           | 17 (2) |
| Arrière | Adas Juškevičius | Nanterre 92          | 1,94 m | 21 (4)       |        |
| Arrière | Scott Wood       | Gravelines-Dunkerque | 1,96 m | 15           |        |

Bastien Pinault remporte le concours après le rack en or pour se départager de Jarell Eddie tout comme ce fut le cas au premier tour pour lui contre Adas Juškevičius.

### Concours de dunks
Les noms des participants sont dévoilés le 6 décembre 2018.
- Notes: 
  - Les joueurs sont évalués sur deux dunks lors de chaque manche.
  - Le vainqueur est désigné par le public de l'AccorHotels Arena l'applaudimètre.
  - Les notes représentent le nombre de décibels.

| Pos.        | Joueur        | Équipe    | Taille | Premier tour   | Finale        |
| ----------- | ------------- | --------- | ------ | -------------- | ------------- |
| Meneur      | Kevin Harley  | Poitiers  | 1,92 m | 193 (93 + 100) | 194 (99 + 95) |
| Meneur      | Travis Cohn   | Quimper   | 1,88 m | 193 (96 + 97)  | 188 (93 + 95) |
| Arrière     | Jaron Johnson | Levallois | 1,98 m | 189 (98 + 91)  |               |
| Ailier fort | Akil Mitchell | Boulazac  | 2,03 m | 98 (0 + 98)    |               |

Kevin Harley remporte le concours de dunk en finale contre Travis Cohn.

## Billetterie
- Carré Or : 75 €
- Catégorie 1 : 49 €
- Catégorie 2 : 37 €
- Catégorie 3 : 26 €
- Catégorie 4 : 19 €